# Cleopatra (film, 1917)
Cleopatra är en amerikansk historisk dramafilm från 1917 i regi av J. Gordon Edwards. Filmen är bland annat baserad på William Shakespeares pjäs Antonius och Cleopatra. I huvudrollerna ses Theda Bara, Fritz Leiber och Thurston Hall. Filmen anses vara förlorad, endast fragment finns bevarade.

## Rollista i urval
- Theda Bara - Cleopatra
- Fritz Leiber - Caesar
- Thurston Hall - Antony
- Albert Roscoe - Pharon
- Herschel Mayall - Ventidius
- Dorothy Drake - Charmian
- Delle Duncan - Iras
- Henri De Vries - Octavius Caesar
- Art Acord - Kephren
- Hector V. Sarno - budbärare
- Genevieve Blinn - Octavia